# なんばグランド花月
なんばグランド花月（なんばグランドかげつ）は、大阪府大阪市中央区にある、吉本興業が運営するお笑い・喜劇専門の劇場。通称、NGK（エヌ・ジー・ケー）。キャッチコピーは「笑いの殿堂」。

## 概要
老朽化したなんば花月に代わる劇場として、1987年11月1日に新築開場した。1988年になんば花月が閉館されるまでは両劇場が併用されていた。こけら落としのCMは当時関西で爆発的人気を誇っていたダウンタウンが務めた。
オープンから数年間は吉本新喜劇の公演はなかったが、1990年3月31日にうめだ花月が閉館し翌4月1日から毎日公演されている。オープン時にはテレビ番組の収録に使われるスタジオ「NGKホール」（後に「NGKスタジオ」に改称、50坪）があったが、その後「ヨシモト∞ホール大阪」に改装され、『M-1グランプリ』の準々決勝や『R-1ぐらんぷり』の準決勝大阪会場にも使用された。また関西ローカル番組時代のR-1では決勝戦会場としても使用されていた。2007年3月18日にはスタジオ機器のデジタル化工事が完了し、屋上を含めビル内どこからでもハイビジョン収録・生中継が可能となったが、2012年のリニューアルに伴い閉鎖された。跡地は土産物の販売コーナーに改装されている。
平日は2回公演、土日祝日は3 - 4回公演である。また開始時間の15分前から若手芸人による前説がある。座席数は全席指定の約900席（混雑時の補助席を含めた席数。固定席は858席）で、お笑い・喜劇専門の劇場としては国内最大級の収容人数である。2階席を設けたことにより、それまでの3劇場（なんば・うめだ・京都）よりも約100席ほど座席を多く設置している。これは観光客向けの団体枠であり、団体席については、全席自由席であったころから団体を先に指定箇所に着席させ、着席完了後に一般客を入れる扱いの差があった。
全席自由席のころは立ち見を含め客を極限まで詰め込むことができたため、「こんなにようさん入ってんのに、窓口では『まだ入れます〜』言うてますねん。吉本はホンマすごいですわ」などとトミーズの漫才のつかみにもなっていたが、消防法もあり2001年ごろから、全席自由席を止め2階部分のみ指定、さらに完全座席指定制へと徐々に入場制限を厳しくし、それにつれて入場料金の値上げを図っている。また客席から舞台の芸人を撮影することも自由であったが、一連の指定席制の拡大と並行して禁止になった。
吉本興業の全国展開により近畿地区以外出身のタレントも同劇場に出演する機会が増えているが、吉村崇（平成ノブシコブシ）は「（客の視線は）ここが一番厳しい。若い女の子にワーキャー言われてるだけの芸人はNGKで本当の評価をされることになる」と語っており、桂文珍は「あそこ (NGK) でウケれば日本中どこでやってもウケますわ」と評している。

### 開業後の変遷
地下1階は2004年3月20日から2009年8月31日まで「吉本笑店街」という施設があった。これは新横浜ラーメン博物館にも似た昭和風のレイアウトで、その中で吉本所属芸人や主要番組の歴史をギャグを交えながら展示していた。2012年からは「よしもと47ご当地市場」になり吉本制作の番組（『なにしよ』など）で公開生放送が行われていた。
2012年には、オープンから25年が経過したことによる施設の老朽化を受けて、劇場開設以来となる大規模なリニューアル工事が実施され、客席の座席の取替、バリアフリー対応として劇場共有スペースへのエレベーターの新設、地下1階-2階のテナントスペースの一新などが行われ、2012年4月8日にリニューアルオープンした。座席の取替に伴う定員の増減はないものの、シートを薄型化することにより体感的な前後間隔を若干拡げるといった工夫が施された。また、これに先行して、1階テナントスペースに日本国内で3か所目、関西地方では初のAKB48カフェとなる「AKB48 CAFE&SHOP NAMBA」が2012年4月4日にグランドオープンした(2017年3月31日閉店)。これに伴い建物の名称も「吉本会館」から「なんばグランド花月ビル」に改称された。
2015年4月4日には、地下1階のテナントスペースだった場所に多目的劇場「YES THEATER」がオープンした。また、エフエムちゅうおう (YES-fm) のサテライトスタジオもなんばグランド花月近くの吉本本館から移設する形で設置された。
2016年3月31日の本公演3回目にて、年間来場者が100万人を突破。1987年のオープン以来過去最高の動員となり、来場者全員に大入り袋が配られた。
2017年9月25日から12月20日まで、再度リニューアル工事を行うために休館することが発表された。改装期間中は同日に新規オープンするよしもと西梅田劇場で代替上演を行う。12月21日に再オープン。前回改修工事で行っていなかった耐震補強工事を施すと同時に、テナントの一新や劇場入口・楽屋内装のレトロ調化、展示コーナーの新設などが行われた。

## 備考

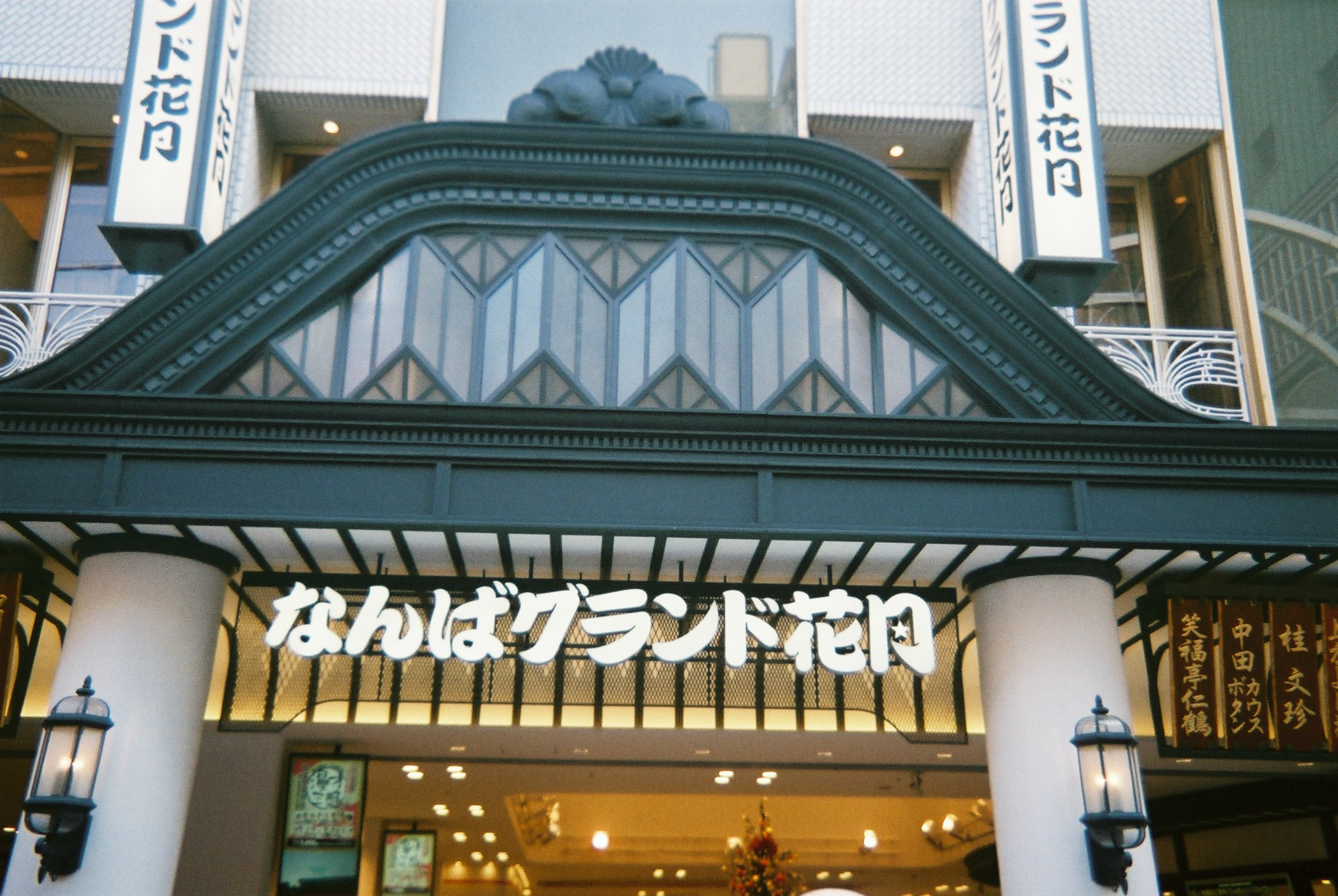
なんばグランド花月の正面看板

- 開館当初は吉本新喜劇の公演が行われなかった。これは漫才ブーム以降新しいお笑いタレントが台頭した一方、新喜劇はおおむね旧態依然とした演出を続け、若者層の客足が伸びないと判断されたためである。その後、新喜劇は「新喜劇やめよっカナ!?キャンペーン」で世代交代した新体制からNGKでの公演が始まることとなった。
- 地下1階は当初、洋画ロードショーを行う映画館として建築される予定であったが、竣工間近に「もはや映画の時代でもない」と、急遽ディスコに転換、「Desse Jenny（デッセ・ジェニー）」としてオープンした。吉本はこれまでも甘食屋などを経営していた事はあるが、これで本格的に飲食事業にも進出した。なお、店名の由来は明石家さんまが吉本の企業体質を皮肉って「銭でっせ」ともじり、これを命名した事によるもの。
- リニューアル前まで正面に掲げられている看板には左からあきれたぼういず、柳家金語楼、横山エンタツ・花菱アチャコ、笑福亭仁鶴、中田ダイマル・ラケット、ミスワカナ・玉松一郎、わらわし隊の肖像画が描かれている。
- 開館当初は中国雑技団や海外の有名なアクロバットなどのパフォーマーが出演するショーを「NGKシアター」の名称で興行していた。現在も不定期に海外からのパフォーマーを招待した公演が行われているほか、不定期に江戸落語の噺家が出演することがある。
- かつてはプロボクシング興行に貸し出され、石田順裕がメインを務めたこともある。
- 2007年11月4日には「なんばグランド花月20周年ありがとうございます興行」が行われ、チケットは開業時の料金2000円で発売された。
- 本公演では大御所（中田カウス・ボタン、オール阪神・巨人など）の出演時には、後ろのジャンボトロンが隠されるようなセットが建てられめくりが使用される。
- 2010年7月27日より、年2回程度で吉本興業がプロデュースするアイドルユニット「YGA」とフジテレビジョンがプロデュースするアイドルユニット「アイドリング!!!」の合同ライブ「品はちライブ in NGK」「ジュクはちライブ in NGK」が開催されていた。

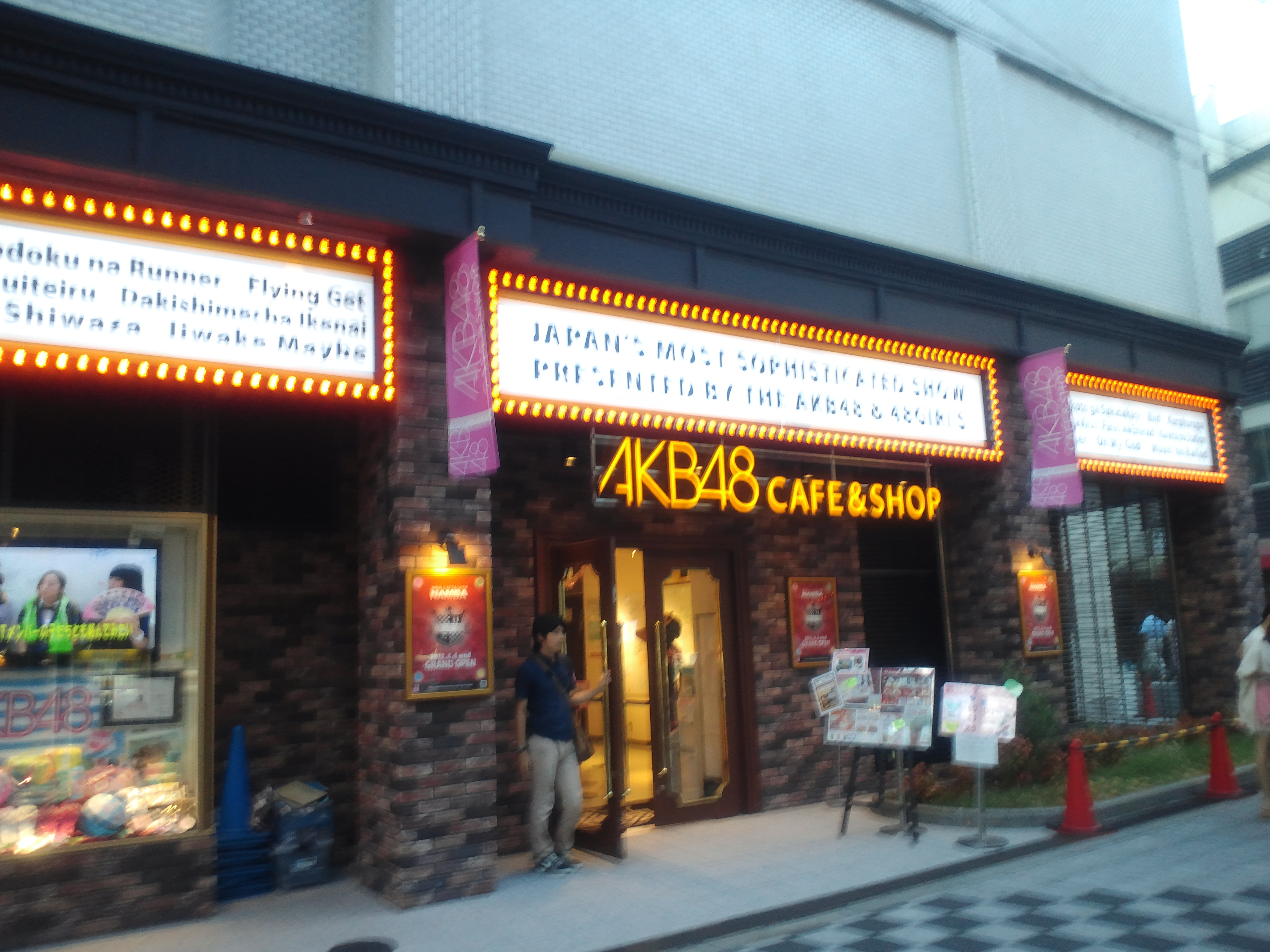
2012年4月にオープンした、AKB48 CAFE&SHOP NAMBA

- 前述のリニューアル工事のため、2012年3月27日 - 4月7日の間は休館となり、この間は「おでかけ!! なんばグランド花月ツアー」として、御堂会館・新神戸オリエンタル劇場・松下IMPホール（公演順）で出張公演が行われた。

## 最寄駅
- Osaka Metro
  - 御堂筋線・四つ橋線・千日前線-なんば駅
  - 千日前線・堺筋線-日本橋駅
- 南海電気鉄道
  - 難波駅
- 近畿日本鉄道・阪神電気鉄道
  - 大阪難波駅
- 近畿日本鉄道
  - 近鉄日本橋駅
- JR西日本
  - JR難波駅